# 마티아스 로드리게스
마티아스 니콜라스 로드리게스(스페인어: Matías Nicolás Rodríguez, 1986년 4월 14일, 산루이스 ~)는 아르헨티나의 전 축구 선수로, 현역 시절 포지션은 수비수였다.

## 수상 경력

### 클럽
나시오날
- 우루과이 프리메라 디비시온 (1): 2008-2009

유니버시다드 데 칠레
- 토르네오 데 아페르투라 (2): 2011, 2012
- 칠레 프리메라 디비시온 (1): 2011
- 코파 수다메리카나 (1): 2011

### 개인 수상
- 칠레 프리메라 디비시온 최우수 우측 풀백 (1): 2011
- 남미 축구 연맹 최우수 우측 윙백 (1): 2012